# Сельское поселение «Приозёрное» (Забайкальский край)
Се́льское поселе́ние «Приозёрное» — муниципальное образование в Борзинском районе Забайкальского края Российской Федерации.
Административный центр — село Приозёрное.

## История
Статус и границы сельского поселения установлены Законом Читинской области от 19 мая 2004 года «Об установлении границ, наименований вновь образованных муниципальных образований и наделении их статусом сельского, городского поселения в Читинской области».

## Население
| 2010 | 2011 | 2012 | 2013 | 2014 | 2015 | 2016 |
| ---- | ---- | ---- | ---- | ---- | ---- | ---- |
| 392  | ↘388 | ↘357 | ↘347 | ↘328 | ↘320 | ↘313 |
| 2017 | 2018 | 2019 | 2020 | 2021 |      |      |
| ↘312 | ↘303 | ↘283 | ↘281 | ↗312 |      |      |

## Состав сельского поселения
| № | Населённый пункт | Тип населённого пункта       | Население |
| - | ---------------- | ---------------------------- | --------- |
| 1 | Приозёрное       | село, административный центр | ↘257      |
| 2 | Тасырхой         | село                         | ↘17       |